# Eddie Deezen
Edward Harold „Eddie” Deezen (ur. 6 marca 1957) – amerykański aktor.

## Filmografia
- 1978: Grease jako Eugene
- 1982: Grease 2 jako Eugene
- 1991: Powrót króla rock and „rulla” jako Snipes
- 1994: Teenage Exorcist jako Kaliph
- 1994: Scooby Doo i baśnie z tysiąca i jednej nocy jako Chłopak od pizzy
- 1995: Komputer w trampkach jako Agent Tucker
- 1996: Laboratorium Dextera jako Mandark
- 1999: Laboratorium Dextera – Wyprawa w przyszłość jako Mandark
- 1999: Dzielny Mały Toster ratuje przyjaciół jako Charlie
- 2004: Ekspres polarny jako Wszystko wiedzący